# Pleuraphodius umbilicatus
Pleuraphodius umbilicatus är en skalbaggsart som beskrevs av Bordat 1996. Pleuraphodius umbilicatus ingår i släktet Pleuraphodius och familjen Aphodiidae. Inga underarter finns listade i Catalogue of Life.